# Мемфримејгог (језеро)
Мемфримејгог (енгл. Lake Memphremagog) је језеро у Сједињеним Америчким Државама и Канади. Налази се на територији америчке савезне државе Вермонт и канадске покрајине Квебек. Површина језера износи 106 km².